# Dariusz Rekosz
Dariusz Rekosz (ur. 11 kwietnia 1970 w Sosnowcu) – polski pisarz, autor prozy przygodowo-detektywistycznej dla dzieci i młodzieży oraz komedii, kryminałów i przewodników dla dorosłych. Animator kultury, twórca scenariuszy, słuchowisk radiowych i felietonista.

## Życiorys
Debiutował w roku 2005, jednak jego prawdziwa kariera pisarska rozpoczęła się w 2007 od serii książek „Mors, Pinky i...” wydanych nakładem wydawnictwa Nasza Księgarnia. W roku 2008 produkcję książek z tej serii przejęło wydawnictwo Prószyński i S-ka, a w roku 2018 wznowieniem (II wydanie) zajęło się Wydawnictwo Esteri. Seria „Mors, Pinky i...” została zilustrowana przez Bohdana Butenkę.
Autor powieści sensacyjnych dla dzieci i młodzieży, wydawanych przez Wydawnictwo W.A.B. w cyklu „z czarnym kotem” – seria Czarny Maciek oraz Skarb królów i Zagadka starego grobowca. Twórca obyczajowo-kryminalnej powieści dla młodzieży Pocztówka z Toronto. Autor cyklu słuchowisk radiowych dla dzieci i młodzieży, pod wspólnym tytułem Detektywów para – Jacek i Barbara, emitowanych w Polskim Radiu.
Pisarz, prozaik – autor książki Szyfr Jana Matejki, będącej polską parodią Kodu Leonarda da Vinci. Laureat konkursu Kryminał Gdański (opowiadanie pt. Tajemnica Neptuna). Funkcja Animatora Kultury w Muzeum Hansa Klossa w Katowicach pozwoliła mu (po zamknięciu tejże placówki) na napisanie powieści sensacyjnej (thrillera) zatytułowanego Zamach na Muzeum Hansa Klossa.
Twórca przewodników, traktujących o piłce nożnej: Piłka nożna – o co w tym wszystkim chodzi? oraz Euro 2016 – przewodnik kibica i Mundial 2018 – przewodnik kibica.
Autor zupełnie nowych przygód dżentelmena-włamywacza – Arsene’a Lupin – napisanych na motywach serii Maurice’a Leblanca.
2 kwietnia 2011 roku powstał, przy Oddziale dla dzieci Biblioteki Publicznej Miasta i Gminy Barcin, Fan Klub Dariusza Rekosza.
Honorowy Ambasador Literatury Dla Dzieci i Młodzieży, Kampanii Mama, Tata &... Myself?
Otrzymał dwukrotnie (2010 i 2015) nagrodę za osiągnięcia w dziedzinie twórczości artystycznej, upowszechniania i ochrony kultury, przyznanej przez Prezydenta Miasta Dąbrowa Górnicza.
Nominowany w 2011 oraz w 2013 do dorocznej nagrody Prezydenta Miasta Dąbrowa Górnicza „Złoty Laur im. Adama Piwowara” oraz do nagrody Człowiek Roku 2013 w Dąbrowie Górniczej.
Jego książka – Detektywów para – Jacek i Barbara. Tajemnicza szafa – uzyskała tytuł: Najlepsza Książka na Lato 2012, w kategorii „Dla Dzieci”, w plebiscycie internetowym portalu Granice.pl.
Rzecznik prasowy kinowego filmu Gejsza (reż. Radosław Markiewicz – premiera kinowa: 8 kwietnia 2016).
Stypendysta Ministerstwa Kultury i Dziedzictwa Narodowego w projekcie Literacki Odkrywca.
Od roku 2021 książki jego autorstwa wznawiało i wydawało Wydawnictwo Tandem. Wydawnictwo zawiesiło tę współpracę w kwietniu 2022, w reakcji na antyukraińskie komentarze pisarza w mediach społecznościowych.
Z jego inicjatywy, w roku 2022, Przedszkole i Żłobek "Filip i Maja", znajdujące się w Dąbrowie Górniczej, przyjęło za patrona Bohdana Butenkę, a na jednej z zewnętrznych ścian tej placówki edukacyjnej namalowano wielkoformatowy mural, upamiętniający słynnego ilustratora. Dariusz Rekosz był pomysłodawcą muralu.
Autor oficjalnej biografii Bohdana Butenki.

## Twórczość
- Szkolny detektyw 1 – tajemnica dyrektora Fiszera (MyBook – 2005)
- Szkolny detektyw 2 – zaginiony sztandar (MyBook – 2005)
- Szkolny detektyw 3 – trzynasta komnata (MyBook – 2005)
- Mors, Pinky i tajemnica dyrektora Fiszera (Nasza Księgarnia – 2007)[12]
- Mors, Pinky i zaginiony sztandar (Nasza Księgarnia – 2007)[13]
- Mors, Pinky i trzynasta komnata (Nasza Księgarnia – 2007)[14]
- Mors, Pinky i archiwum pułkownika Bergmana (Prószyński i S-ka – 2008)[15]
- Mors, Pinky i ostatnia przesyłka (Prószyński i S-ka – 2009)[16]
- Mors, Pinky i zagadka Ludolfiny (Prószyński i S-ka – 2009)[17]
- Szyfr Jana Matejki (Wydawnictwo Replika – 2007)[18]
- Szyfr Jana Matejki 2 – Ko(s)miczna futryna (Wydawnictwo Replika – 2008)[19]
- Detektywów para – Jacek i Barbara (I) – Tajemnicza szafa (słuchowisko radiowe – 2007)
- Detektywów para – Jacek i Barbara (II) – Złodziej, którego nie było (słuchowisko radiowe – 2007)
- Detektywów para – Jacek i Barbara (III) – Gdzie są klucze? (słuchowisko radiowe – 2007)
- Tajemnica Neptuna (opowiadanie w antologii Tajemnica Neptuna: Gdańskie opowiadania kryminalne, Gdańskie Wydawnictwo Psychologiczne – 2008)
- Czarny Maciek i wenecki starodruk (W.A.B. – 2010)[20]
- Siostrzyczka (Funky Books – 2010)[21]
- Tajemnica starej dzwonnicy (Wydawnictwo Literatura – 2010)[22]
- Zamach na Muzeum Hansa Klossa (Wydawnictwo G+J Gruner+Jahr Polska 2010)[23]
- Czarny Maciek i wieża śmierci (W.A.B. 2011)[24]
- Piłka Nożna. O co w tym wszystkim chodzi? (Wydawnictwo G+J Gruner+Jahr Polska 2012)[25]
- Detektywów para – Jacek i Barbara. Tajemnicza szafa (Dreams Wydawnictwo 2012)[26]
- Czarny Maciek i tunel grozy (W.A.B. – 2012)[27]
- Detektywów para – Jacek i Barbara. Żółta walizka (Dreams Wydawnictwo – 2012)[28]
- Detektywów para – Jacek i Barbara. Naszyjnik królowej (Dreams Wydawnictwo – 2013)[29]
- Pocztówka z Toronto (Wydawnictwo Egmont Polska – 2013)[30]
- Skarb królów (W.A.B. – 2013)[31]
- Zagadka starego grobowca (Grupa Wydawnicza FOKSAL – 2014)[32]
- Sanktuarium śmierci (Wydawnictwo Replika – 2014)[33]
- Zamach na Muzeum Hansa Klossa (Wydawnictwo Bernardinum 2015)[34]
- Pocztówka z Toronto (Wydawnictwo Bernardinum 2015)[35]
- Sanktuarium śmierci (audiobook, czyta: Leszek Filipowicz – Wydawnictwo Storybox 2015)
- Zamach na Muzeum Hansa Klossa (audiobook, czyta: Roch Siemianowski – Wydawnictwo Storybox 2015)
- Tajemnica starej dzwonnicy (audiobook, czyta: Wojciech Chorąży – Wydawnictwo Storybox 2015)
- Pocztówka z Toronto (audiobook, czyta: Monika Dąbrowska-Jarosz – Wydawnictwo Storybox 2015)
- Szyfr Jana Matejki (audiobook, czyta: Piotr Borowski – Wydawnictwo Storybox 2015)
- Mors, Pinky i tajemnica dyrektora Fiszera (audiobook, czyta: Piotr Borowski – Wydawnictwo Storybox 2015)
- Mors, Pinky i zaginiony sztandar (audiobook, czyta: Piotr Borowski – Wydawnictwo Storybox 2015)
- Mors, Pinky i trzynasta komnata (audiobook, czyta: Piotr Borowski – Wydawnictwo Storybox 2015)
- Skarb królów (audiobook, czyta: Jacek Kiss – Wydawnictwo Storybox 2015)
- Czarny Maciek i wenecki starodruk (audiobook, czyta: Piotr Borowski – Wydawnictwo Storybox 2015)
- Czarny Maciek i wieża śmierci (audiobook, czyta: Piotr Borowski – Wydawnictwo Storybox 2015)
- Czarny Maciek i tunel grozy (audiobook, czyta: Piotr Borowski – Wydawnictwo Storybox 2015)
- Zagadka starego grobowca (audiobook, czyta: Wojciech Chorąży – Wydawnictwo Storybox 2015)
- Mors, Pinky i archiwum pułkownika Bergmana (audiobook, czyta: Piotr Borowski – Wydawnictwo Storybox 2015)
- Mors, Pinky i ostatnia przesyłka (audiobook, czyta: Piotr Borowski – Wydawnictwo Storybox 2016)
- Mors, Pinky i zagadka Ludolfiny (audiobook, czyta: Piotr Borowski – Wydawnictwo Storybox 2016)
- Ko(s)miczna futryna – Szyfr Jana Matejki 2 (audiobook, czyta: Roch Siemianowski – Wydawnictwo Storybox 2016[36])
- Detektywów para – Jacek i Barbara. Tajemnicza szafa (audiobook, czyta: Piotr Borowski – Wydawnictwo Storybox 2017)[37]
- Detektywów para – Jacek i Barbara. Żółta walizka (audiobook, czyta: Piotr Borowski – Wydawnictwo Storybox 2017)[38]
- Detektywów para – Jacek i Barbara. Naszyjnik królowej (audiobook, czyta: Piotr Borowski – Wydawnictwo Storybox 2017)[39]
- Tajemnica Neptuna (audiobook, czyta: Wojciech Masiak – Wydawnictwo Storybox 2018)[40]
- EURO 2016 – przewodnik kibica (Wydawnictwo Bernardinum 2016)[41]
- Mors, Pinky i tajemnica dyrektora Fiszera (wydanie II Wydawnictwo Esteri 2018)[42]
- Mors, Pinky i zaginiony sztandar (wydanie II Wydawnictwo Esteri 2018)[43]
- Mors, Pinky i trzynasta komnata (wydanie II Wydawnictwo Esteri 2018)[44]
- Mundial 2018 – przewodnik kibica (Wydawnictwo Bernardinum 2018)[45]
- Pocztówka z Toronto 2 (Wydawnictwo Szara Godzina, 2018)[46]
- Mors, Pinky i archiwum pułkownika Bergmana (wydanie II Wydawnictwo Esteri 2018)[47]
- Mors, Pinky i ostatnia przesyłka (wydanie II Wydawnictwo Esteri 2018)[48]
- Mors, Pinky i zagadka Ludolfiny (wydanie II Wydawnictwo Esteri 2018)[49]
- Pocztówka z Toronto 2 (audiobook, czyta: Nina Biel – Wydawnictwo Storybox 2020)[50]
- Czerwony papirus (audiobook, czyta: Konrad Biel – Wydawnictwo Storybox 2020)[51]
- Czarny Maciek i wenecki starodruk (Wydawnictwo Tandem – 2021)[52]
- Czarny Maciek i tunel grozy (Wydawnictwo Tandem – 2021)[53]
- Czarny Maciek i wieża śmierci (Wydawnictwo Tandem – 2021)[54]
- Tajemnica starej dzwonnicy (Wydawnictwo Tandem – 2021 – cykl: Na Tropach Tajemnic, tom 1)[55]
- Zagadka starego grobowca (Wydawnictwo Tandem – 2021 – cykl: Na Tropach Tajemnic, tom 2)[56]
- Magia starego miecza (Wydawnictwo Tandem – 2021 – cykl: Na Tropach Tajemnic, tom 3)[57]
- Magia starego miecza (audiobook, czyta: Krzysztof Plewako-Szczerbiński – Wydawnictwo Storybox 2021)
- Sekret starego zamczyska (Wydawnictwo Tandem – 2021 – cykl: Na Tropach Tajemnic, tom 4)[58]
- Sekret starego zamczyska (audiobook, czyta: Krzysztof Plewako-Szczerbiński – Wydawnictwo Storybox 2021)
- Arsene Lupin – dżentelmen-włamywacz. Tom 1. Tajemnica pereł lady Jerland (Wydawnictwo Tandem 2021)[59]
- Arsene Lupin – dżentelmen-włamywacz. Tom 1. Tajemnica pereł lady Jerland (audiobook, czyta: Maciej Więckowski – Wydawnictwo Storybox 2021)[60]
- Arsene Lupin – dżentelmen-włamywacz. Tom 2. Fałszywy detektyw (Wydawnictwo Tandem 2021)[61]
- Arsene Lupin – dżentelmen-włamywacz. Tom 2. Fałszywy detektyw (audiobook, czyta: Maciej Więckowski – Wydawnictwo Storybox 2021)[62]
- Arsene Lupin – dżentelmen-włamywacz. Tom 3. Ucieczka z więzienia (Wydawnictwo Tandem 2021)[63]
- Arsene Lupin – dżentelmen-włamywacz. Tom 3. Ucieczka z więzienia (audiobook, czyta: Maciej Więckowski – Wydawnictwo Storybox 2021)[64]
- Arsene Lupin – dżentelmen-włamywacz. Tom 4. Naszyjnik cesarzowej (Wydawnictwo Tandem 2021)[65]
- Arsene Lupin – dżentelmen-włamywacz. Tom 4. Naszyjnik cesarzowej (audiobook, czyta: Maciej Więckowski – Wydawnictwo Storybox 2021)[66]
- Arsene Lupin – dżentelmen-włamywacz. Tom 5. Jasnowłosa dama (Wydawnictwo Tandem 2021)[67]
- Arsene Lupin – dżentelmen-włamywacz. Tom 5. Jasnowłosa dama (audiobook, czyta: Maciej Więckowski – Wydawnictwo Storybox 2021)[68]
- Arsene Lupin – dżentelmen-włamywacz. Tom 6. Złodziej kontra bandyta (Wydawnictwo Tandem 2021)[69]
- Arsene Lupin – dżentelmen-włamywacz. Tom 6. Złodziej kontra bandyta (audiobook, czyta: Maciej Więckowski – Wydawnictwo Storybox 2021)[70]
- Arsene Lupin – dżentelmen-włamywacz. Tom 7. Trup w szafie (Wydawnictwo Tandem 2021)[71]
- Arsene Lupin – dżentelmen-włamywacz. Tom 7. Trup w szafie (audiobook, czyta: Maciej Więckowski – Wydawnictwo Storybox 2021)[72]
- Arsene Lupin – dżentelmen-włamywacz. Tom 8. Król brylantów (Wydawnictwo Tandem 2022)[73]
- Bohdan Butenko - pinxit i cała reszta (Wydawnictwo Bernardinum 2023)[74]